# Cd (polecenie systemowe)
cd – polecenie powłoki, służące do przemieszczenia się pomiędzy katalogami w systemie operacyjnym. W przypadku użycia bez parametrów, następuje powrót do katalogu domowego (zazwyczaj /home/nazwa_użytkownika lub /root, w systemach Windows C:\Users\nazwa_użytkownika).

## Przykłady użycia

### Unix / Linux
- cd /home/user/Muzyka – przeniesienie z bieżącego katalogu do katalogu /home/user/Muzyka
- cd nazwa_katalogu – przeniesienie do katalogu „nazwa_katalogu” podrzędnego w stosunku do aktualnego
- cd (bez argumentów) – przeniesienie do naszego katalogu domowego
- cd ../ – przeniesienie do katalogu nadrzędnego
- cd - – przeniesienie do poprzedniego katalogu bieżącego

### DOS / Windows[1]
- cd C:\Users\User\Music – przeniesienie z bieżącego katalogu do katalogu C:\Users\User\Music
- cd nazwa_katalogu – przeniesienie do katalogu „nazwa_katalogu” podrzędnego w stosunku do aktualnego
- cd (bez argumentów) – wyświetlenie bieżącego katalogu (Windows)
- cd ../ lub cd .., lub cd.. – przeniesienie do katalogu nadrzędnego